# 色斑神须虫
色斑神须虫（学名：Eteone maculata）为叶须虫科双须虫属的动物。分布于菲律宾以及中国南海、广东、台湾海峡、福建等海域。其种加词“maculata”意为“有斑点的”。